# Ogosta
Die Ogosta (bulgarisch: Огоста, rumänisch: Ogustul) ist der größte Fluss im Nordwesten Bulgariens und ein rechter Nebenfluss der Donau. Nach der Cambridge Ancient History (CAH) soll sich der Name Ogosta vom Lateinischen Augusta ableiten.

## Geographie
Die Ogosta entsteht aus zwei Quellflüssen.
Der größere entspringt an der Grenze zu Serbien im äußersten Westbalkan, in Bulgarien auch als „Altes Gebirge“, Stara Planina (bulgarisch: Стара планина), bekannt, den Tschiprowzi-Bergen. Die Quelle befindet sich auf etwa 1760 m über dem Meer, nach anderen Quellen auf 1660 Höhenmetern. Der Quellbach heißt Tschiprowza-Bach (bulgarisch: Чипровска река), nach dem Zustrom kleinerer Gewässer wird er Prewalska Ogosta (bulgarisch: Превалска Огоста), genannt. Südlich der Ortschaft Martinowo (bulgarisch: Мартиново) bei Tschiprowzi (bulgarisch: Чипровци) wird der Fluss zum ersten Mal zu einem kleinen, ca. 65.000 m² umfassenden See aufgestaut.
Die zweite Quelle entspringt am Gipfel des Vražja Glava in 935 m Höhe, ebenfalls an der serbisch-bulgarischen Wasserscheide. Sie wird Dŭlgidelska Ogosta (bulgarisch: Дългоделска Огоста oder Дългиделска Огоста) genannt.
Bei Gawril Genowo (bulgarisch: Гаврил Геново) fließen die beiden Quellflüsse zusammen.
Vor Montana (bulgarisch: Монтана) wird der Fluss zum Ogosta-Stausee aufgestaut. Hinter Montana fließt die Ogosta in nordöstlicher Richtung mit wenig Gefälle Richtung Donau. Kurz hinter Charlez (bulgarisch: Хърлец), zwei Kilometer vor der Mündung, wurde der Fluss in ein neues Kanalbett geleitet, ein Teil des Wassers fließt noch im ursprünglichen Flussbett. Das neue Flussbett entstand 1970, um Platz für das Atomkraftwerk Kosloduj, (bulgarisch: Козлодуй) zu schaffen.
Seitdem fließt der größte Nebenfluss, die Skǎt (andere Schreibweisen: Skat, Skŭt) (bulgarisch: Скът), die zuvor in die Donau mündete, bei Saraewo (bulgarisch: Сараево) in die Ogosta.
Nach 147,4 km mündet die Ogosta bei Flusskilometer 685 in die Donau.

## Hydrologie

### Volumen
Das Einzugsgebiet der Ogosta umfasste bis 1970 3.157,1 km². Seitdem die Skǎt zum Nebenfluss geworden ist, beträgt es 4.227 m². Das Flusssystem Ogosta besteht aus insgesamt 40 Zuflüssen.
Die durchschnittliche jährliche Abflussmenge beträgt im Gebirge bei der Stadt Tschiprowzi 0,81 m³/s. Beim letzten Pegel vor der Mündung in die Donau bei Mizia (bulgarisch: Мизия) sind es 25,4 m³/s.
Am meisten Wasser führt die Ogosta während der Schneeschmelze im Frühjahr, am wenigsten im Oktober.
| Wassermenge                  | Jan   | Feb   | März  | April | Mai   | Juni  | Juli  | Aug  | Sept  | Okt  | Nov   | Dez   | jährlicher Durchschnitt |
| ---------------------------- | ----- | ----- | ----- | ----- | ----- | ----- | ----- | ---- | ----- | ---- | ----- | ----- | ----------------------- |
| Menge (m3/s)                 | 22,80 | 31,60 | 45,60 | 48,30 | 49,60 | 33,60 | 14,30 | 7,01 | 10,10 | 5,91 | 15,50 | 20,20 | 25,40                   |
| Menge (% des Jahresvolumens) | 7,49  | 10,38 | 14,97 | 15,86 | 16,29 | 11,03 | 4,70  | 2,30 | 3,32  | 1,94 | 5,09  | 6,63  | 100,0                   |

### Wasserqualität
Obwohl das Flusswasser als Trinkwasser für angrenzende Gemeinden genutzt wird, leidet es unter Verschmutzung. So ist das Wasser der Ogosta stark mit Nitrat belastet, welches durch die Überdüngung der landwirtschaftlichen Flächen entlang des Flusses eingeschwemmt wird. Der Oberlauf des Flusses im Gebirge ist jedoch ziemlich sauber.
Ein weiterer Grund für die Verschmutzung war der Abbau von Gold im oberen Einzugsgebiet der Ogosta von 1950 bis 1991. Dadurch wurden der Flussboden sowie die den Fluss umgebende Auenlandschaft stark mit Arsen belastet.
Daneben ist die Ogosta noch stark mit weiteren Schwermetallen wie Blei und Zink verseucht. Die Grenzwerte werden um ein Vielfaches überschritten.

### Ortschaften
Die Ogosta fließt durch einen eher dünn besiedelten Teil Bulgariens. Die einzige größere Stadt an ihren Ufern ist Montana mit 40.000 Einwohnern. Daneben gibt es noch die Kleinstädte Tschiprowzi (bulgarisch: Чипровци) mit 2000 Einwohnern flussaufwärts gelegen sowie flussabwärts Bojtschinowzi (bulgarisch: Бойчиновци) mit 1500 Einwohnern und Mizia (bulgarisch: Мизия) mit 3500 Einwohnern.
Folgende Siedlungen liegen an der Ogosta, flussabwärts betrachtet (bulgarische Schreibweise in Klammer):
Oblast Montana: 
Prewalska Ogosta
- Martinowo (Мартиново)
- Tschiprowzi (Чипровци)
- Schelesna (Железна)
- Belimel (Белимел)
- Gawril Genowo (Гаврил Геново)

Dŭlgidelska Ogosta
- Dalgi Del (Дълги дел)
- Goweschda (Говежда)
- Melyane (Меляне)
- Georgi Damjanowo (Георги Дамяново)
- Gawril Genowo (Гаврил Геново)

Ogosta
- Montana (Монтана)
- Erden (Ерден)
- Bojtschinowzi (Бойчиновци)
- Portitowzi (Портитовци)
- Wladimirowo (Владимирово)
- Gromschin (Громшин)
- Letschewo (Лехчево)
- Beli Brod (Бели брод)

Oblast Wraza: 
- Mihajlowo (Михайлово)
- Manastirischte (Манастирище)
- Hajredin (Хайредин)
- Kriwa Bara (Крива бара)
- Butan (Бутан)
- Sofroniewo (Софрониево)
- Gloschene (Гложене)
- Harlez (Хърлец)

### Nutzung
Im Unterlauf des Flusses bei Mizia und bei der Stadt Montana wird die Ogosta zur Bewässerung benutzt. Ein großes, ca. 180.000 Hektar umfassendes Bewässerungsprojekt wurde 1966 mit dem Beginn des Baus des Ogosta-Stausees geplant. Bis 1989 wurde jedoch nur die Hälfte der nötigen Baumaßnahmen ausgeführt. Weitere Baumaßnahmen unterblieben seit dem Ende der kommunistischen Ära; da die Bewässerung nicht mehr rentabel ist.
Im Oberlauf der Ogosta befinden sich vier Wasserkraftwerke, „Lopuschna“, „Tschiprowzi“ noch im Gebirge und die Kraftwerke „Koscharnik“ (bulgarisch: Кожарник) und „Ogosta“ (bulgarisch: Огоста) am Ogosta-Stausee in Montana.
Am Flusslauf werden lokal Sand und Kies für Bauzwecke entnommen.
Der Ogosta-Stausee dient als Freizeitressort und der Fischerei.

## Patenschaft

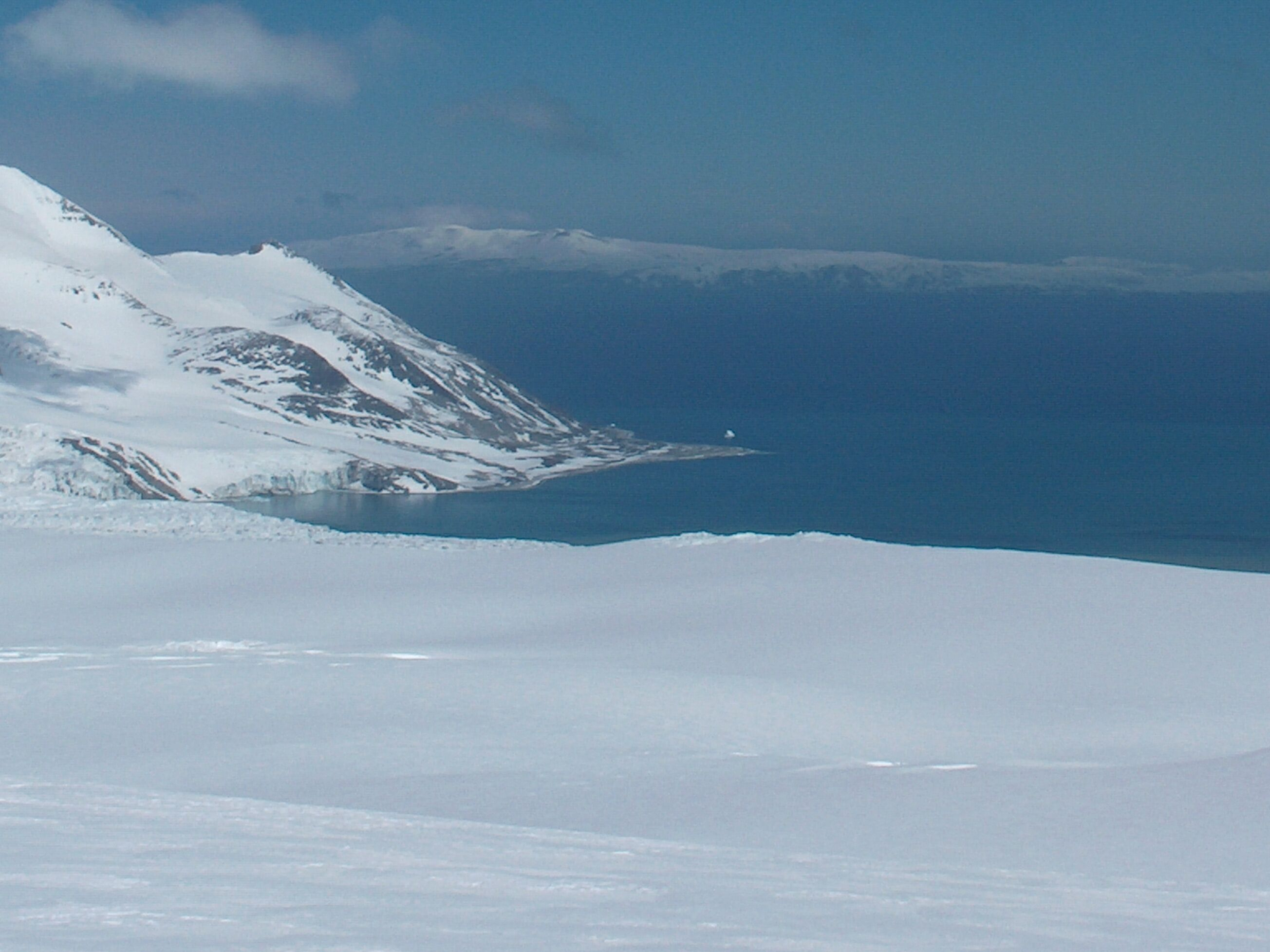
Ogosta-Point auf Livingston

Der Ogosta Point (bulgarisch: нос Огоста) auf der Insel Livingston, Teil der Südlichen Shetlandinseln, Antarktika, wurde von der bulgarischen Kommission für Antarktische Geographische Namen (bulgarisch: Komisija po antarktitscheskite naimenowanija Комисия по антарктическите наименования) nach dem Fluss Ogosta benannt.

## Der Weg des Flusses in Bildern

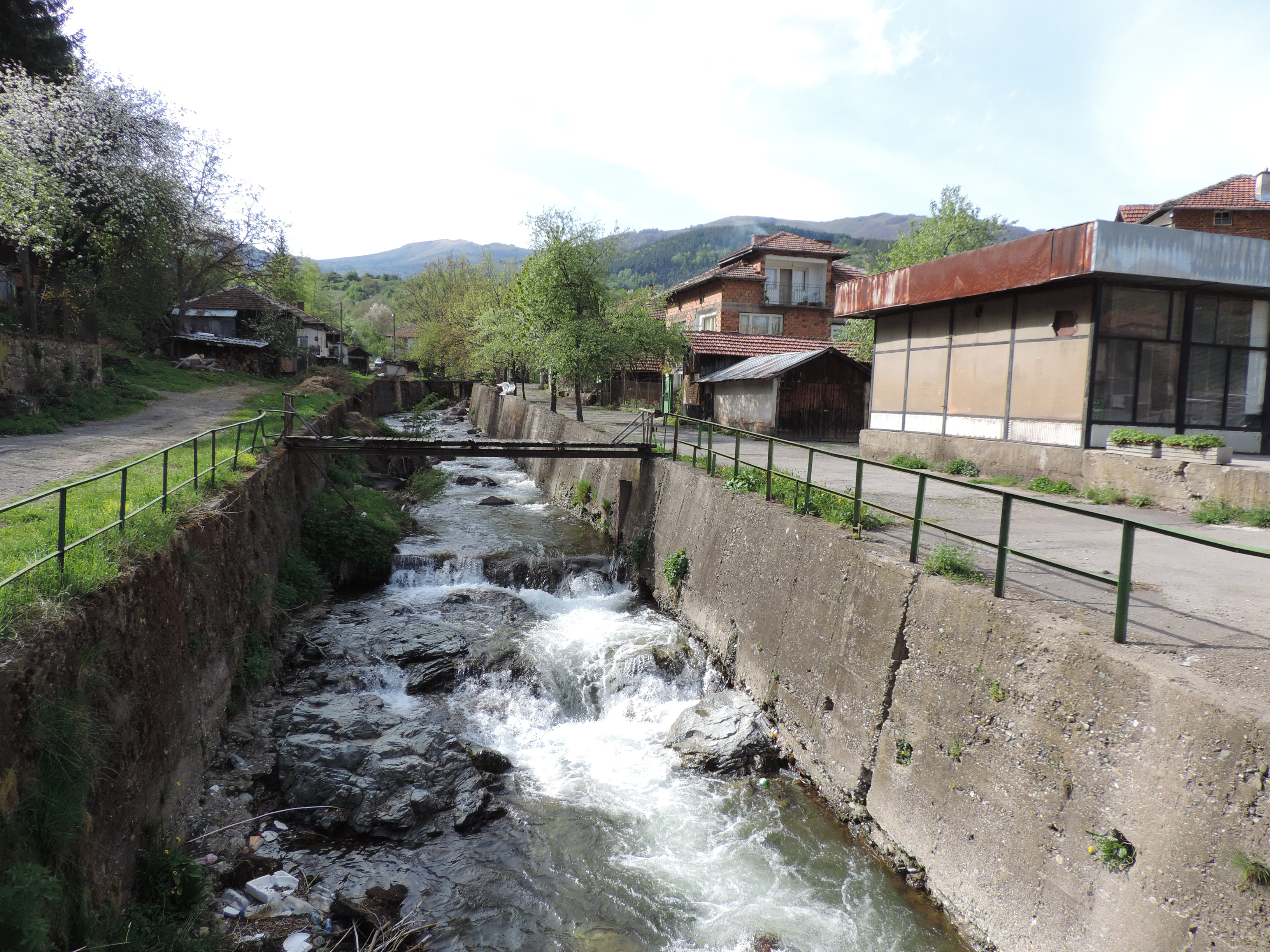
Die Ogosta in Martinowo …
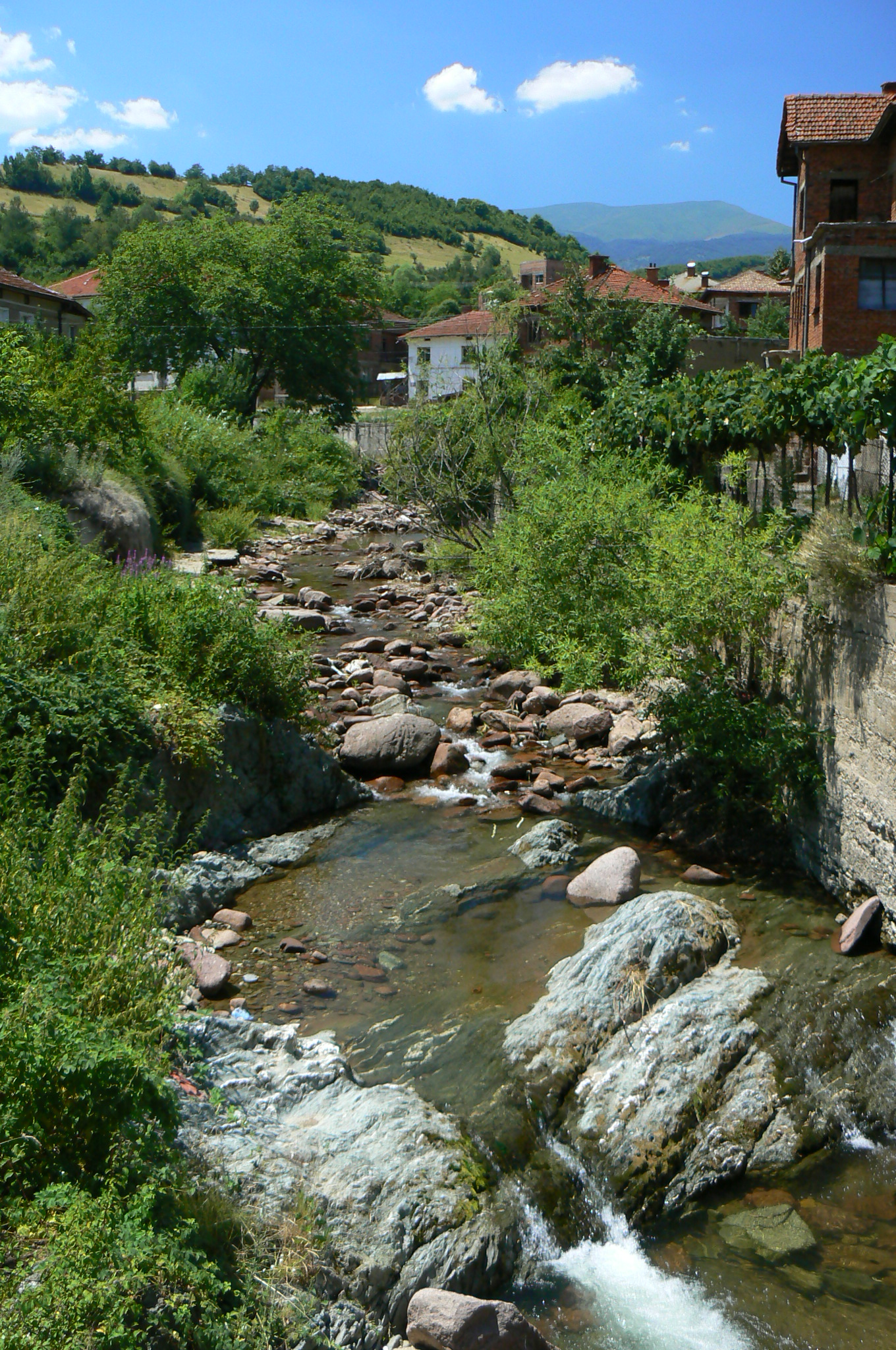
… in Tschiprowzi.
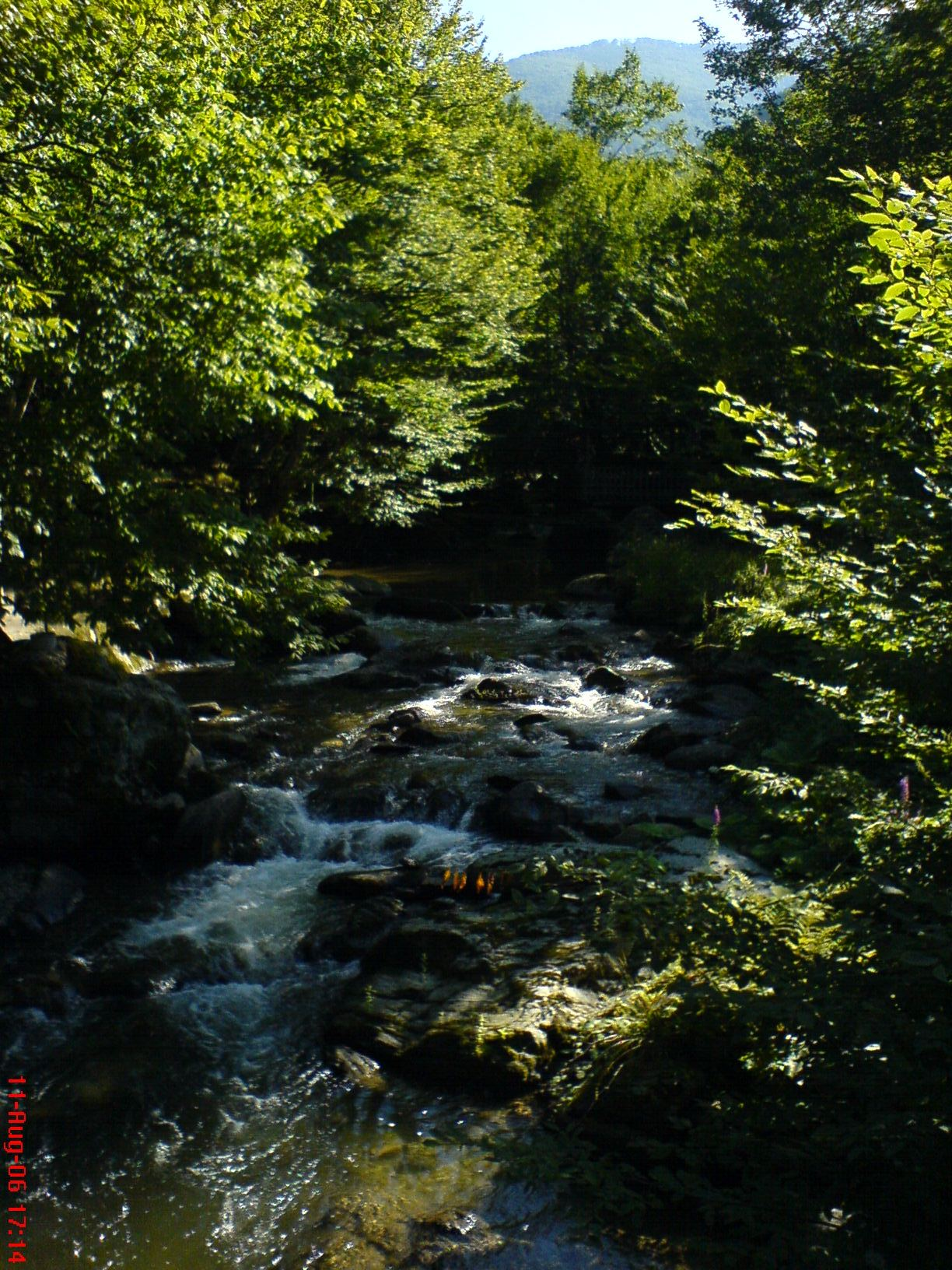
Die Dŭlgidelska Ogosta bei Dalgi Del
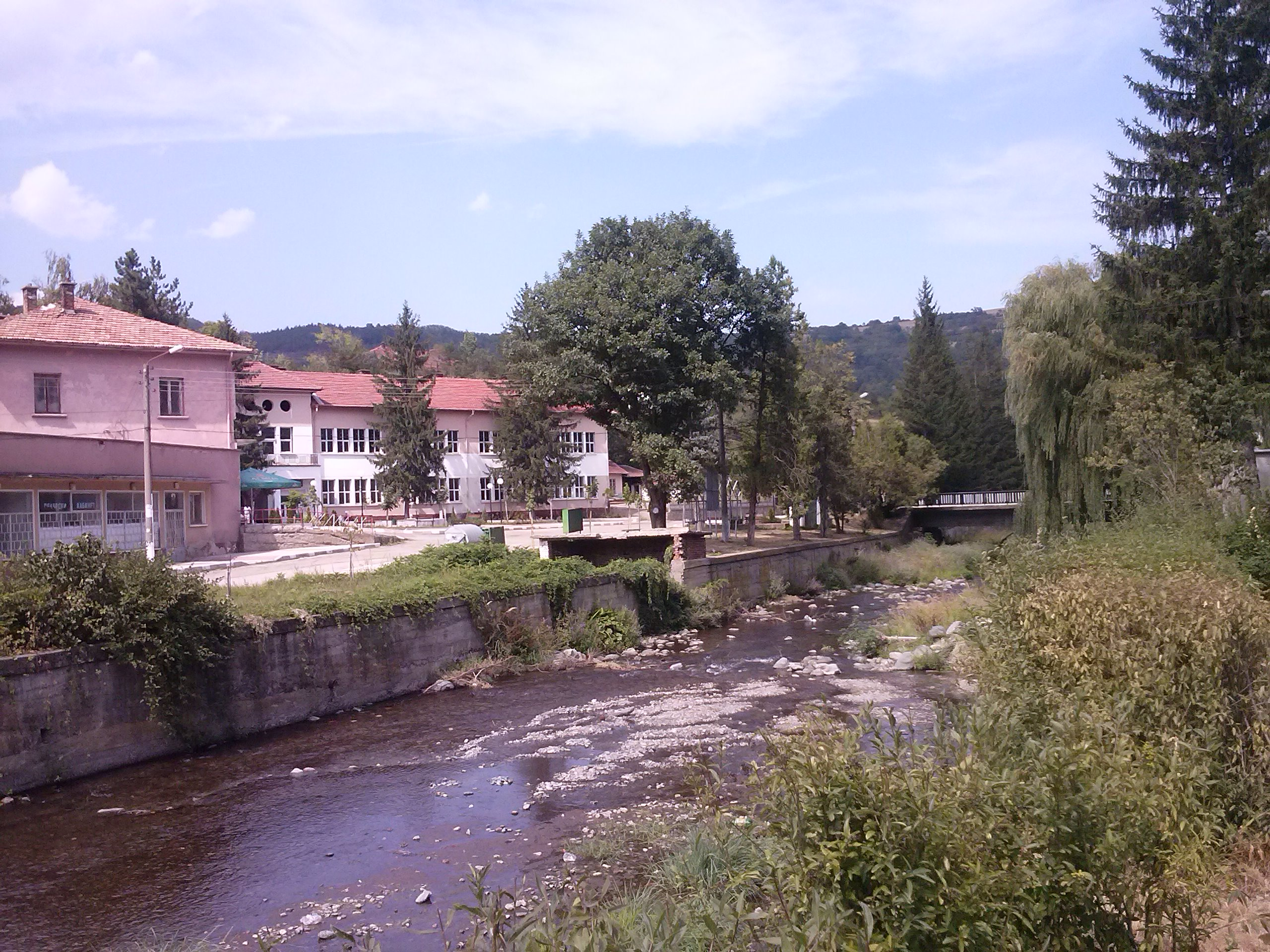
… bei Goweschda…
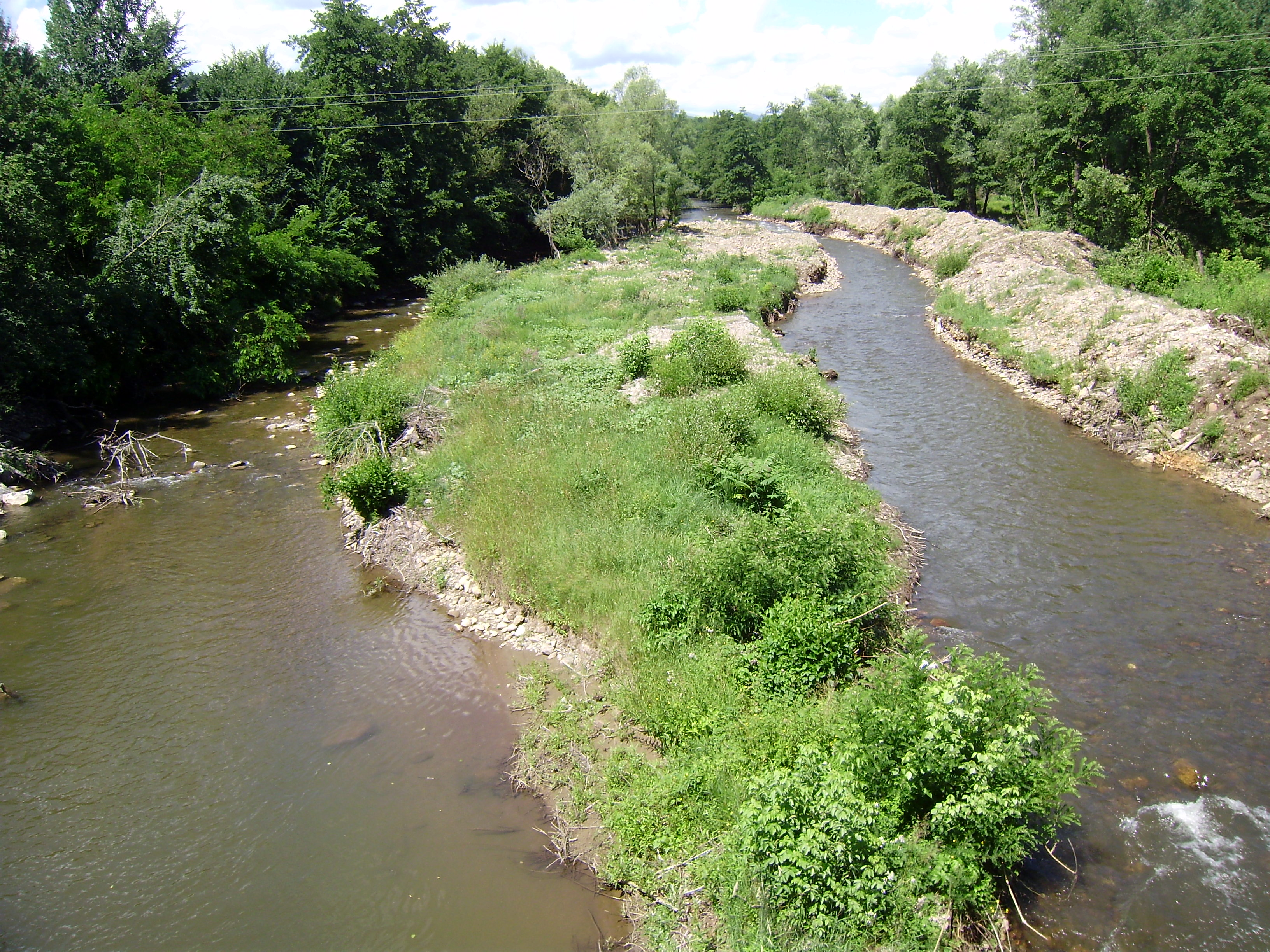
… bei Gawril Genowo …
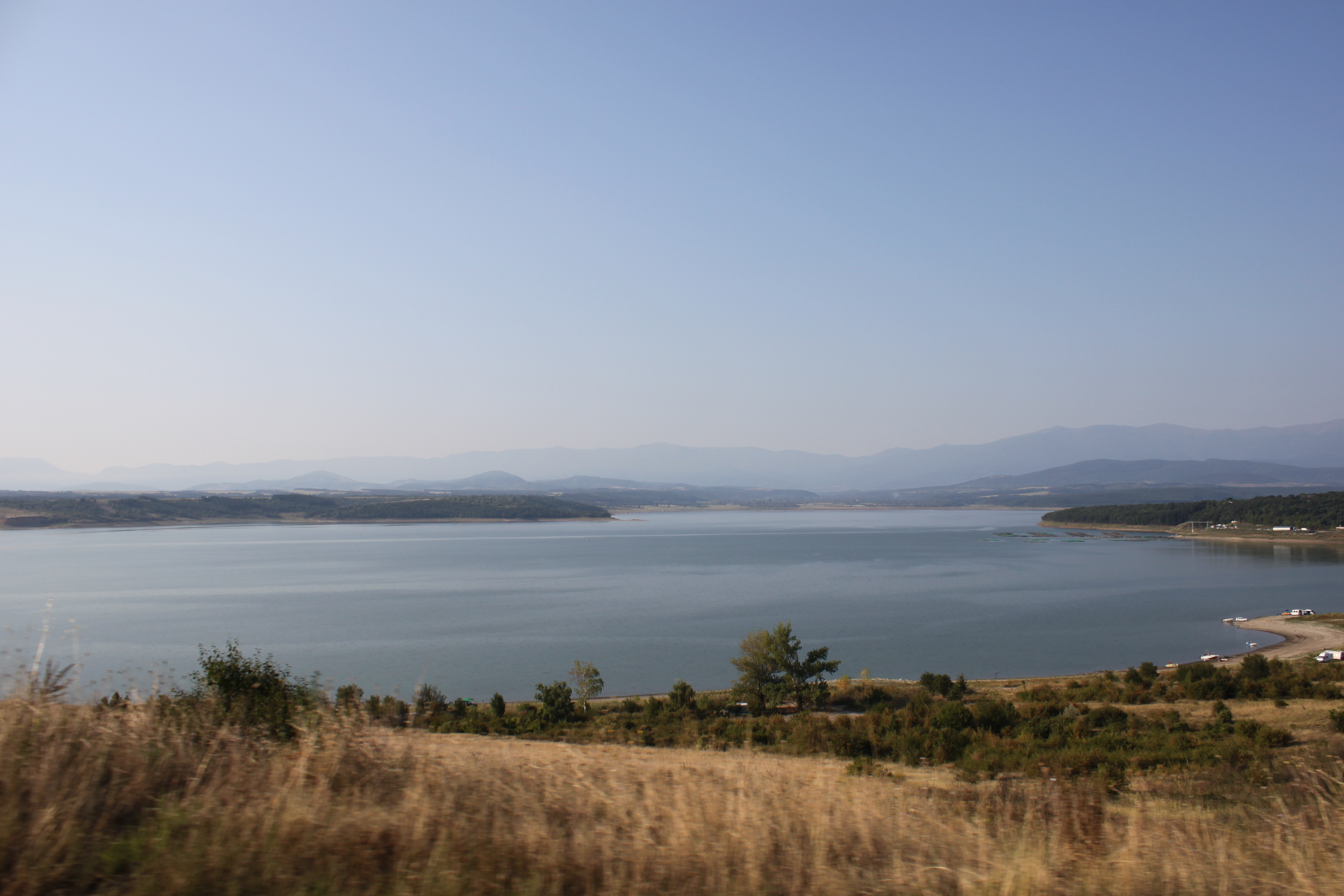
… der Ogosta-Stausee bei Montana …
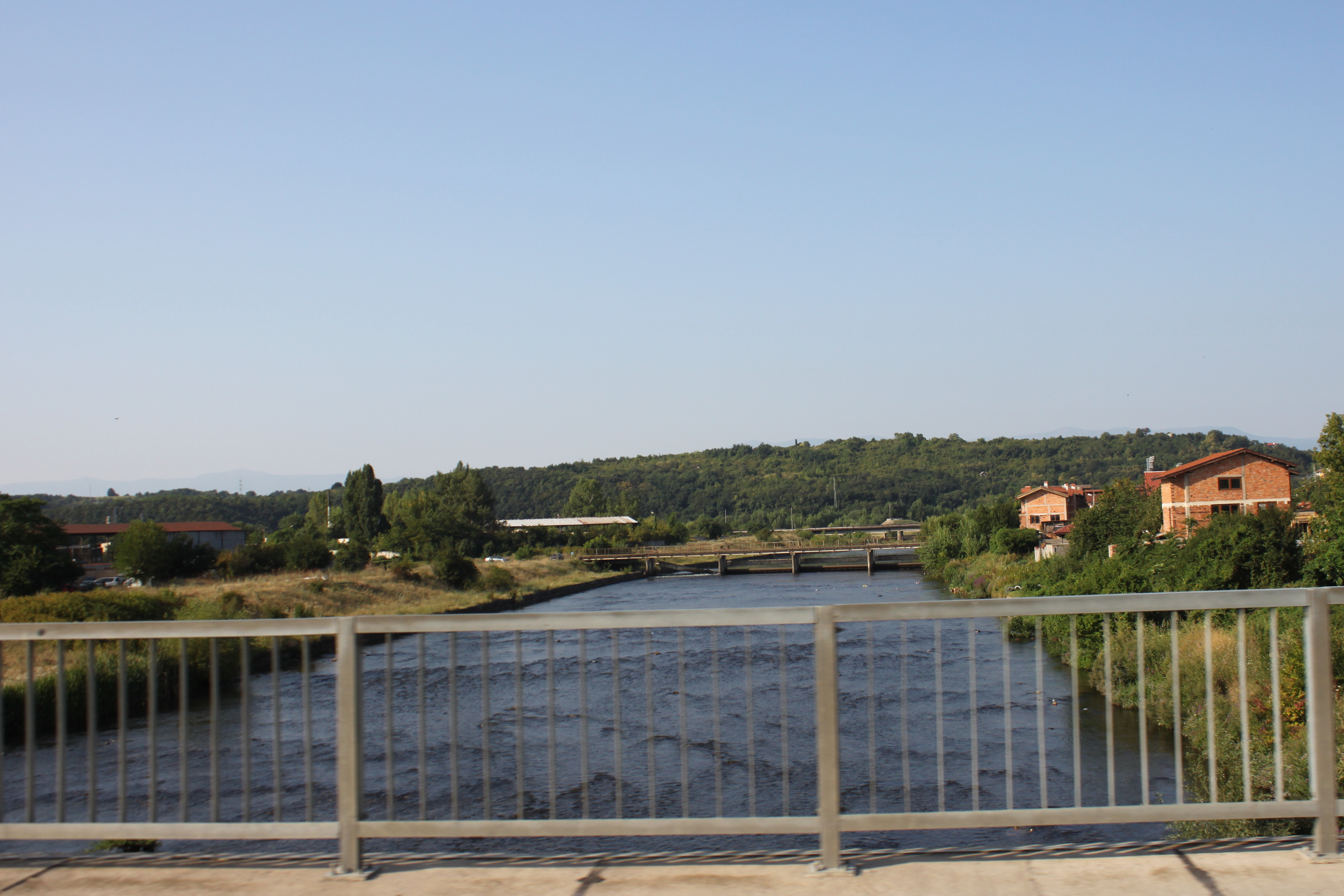
… die Ogosta kurz nach dem Verlassen des Ogosta-Stausees …
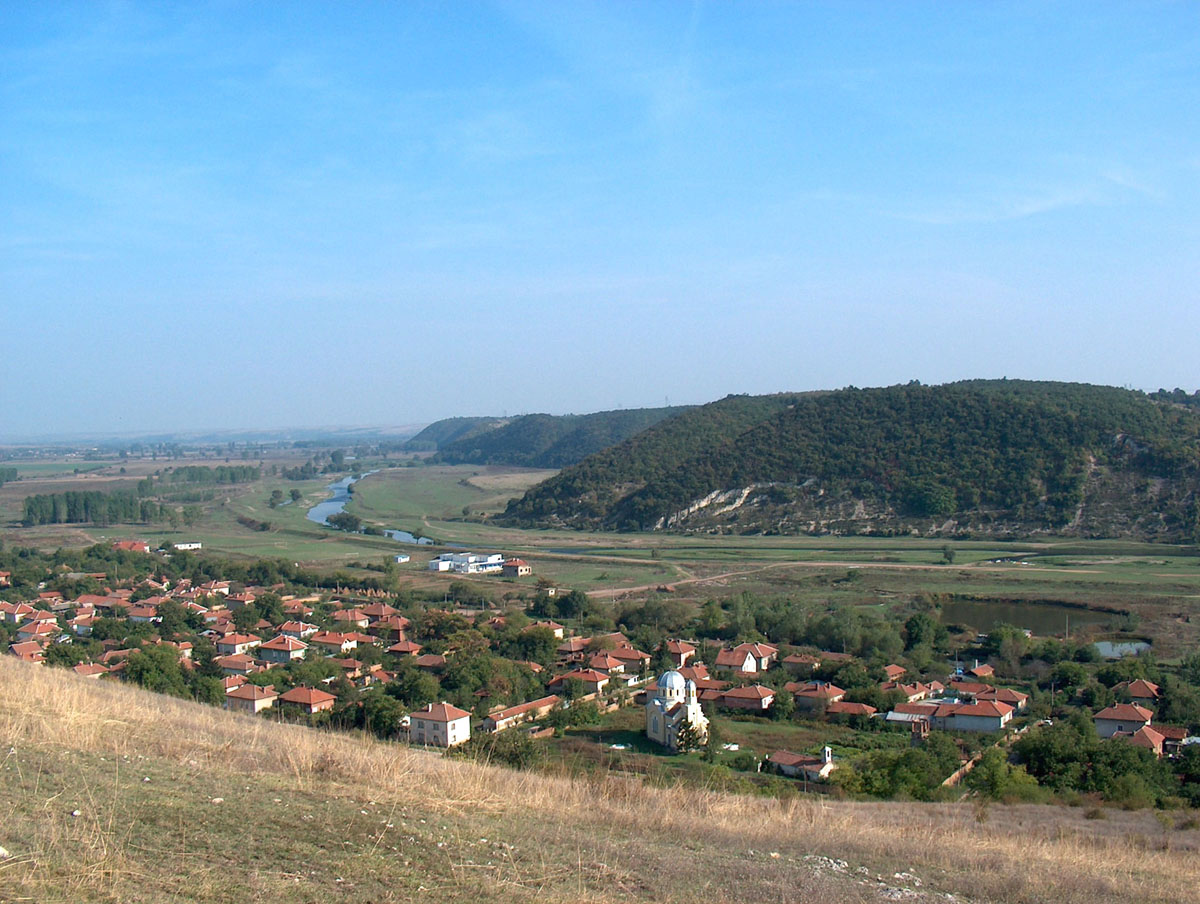
die Ogosta bei Wladimirowo …
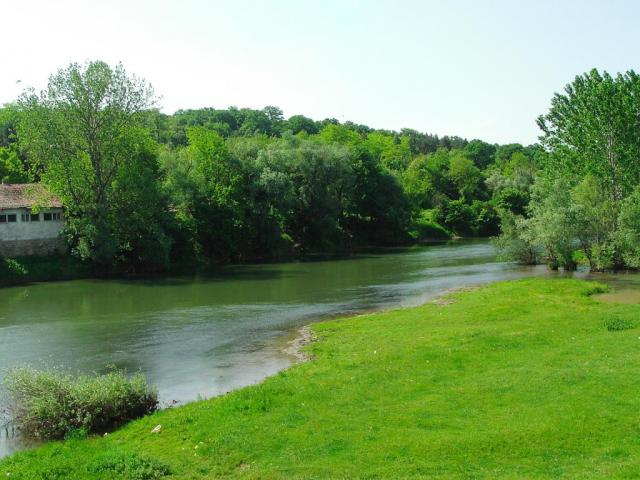
… bei Hajredin …
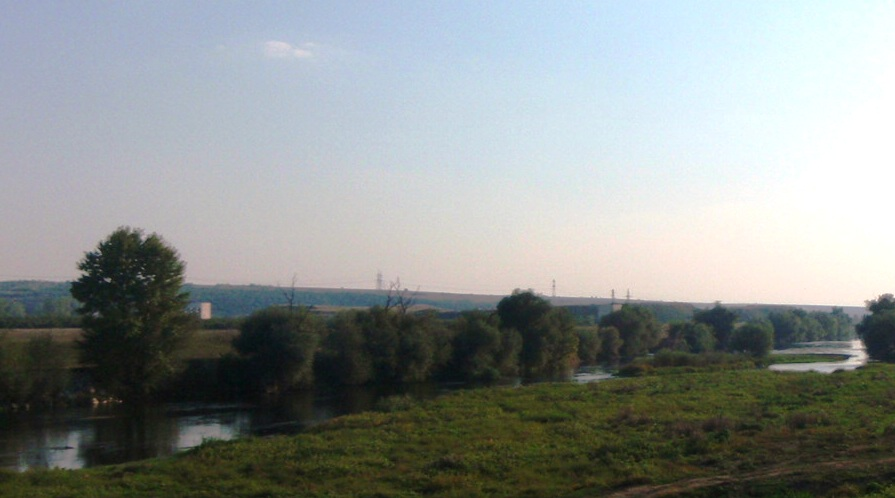
… zwischen Gloschene und Mizia.